# Formación Caleta Godoy
La formación Caleta Godoy es una formación geológica cuyos principales afloramientos se encuentran alrededor del canal de Chacao en el sur de Chile. La formación se superpone al complejo metamórfico Bahía Mansa y a la formación Santo Domingo.

## Descripción
Corresponde a una unidad sedimentaria continental-marina, que se presenta en una franja discontinua de afloramientos entre Llico Bajo y el norte de la isla Grande de Chiloé, siendo sus mejores exposiciones en los sectores de Punta Quillagua, Punta Hurón y Punta Godoy, entre Ancud y Maullín, y en el sector de Ahuenco, en la desembocadura de los ríos Chepu y Metalqui.
Los estratos de Caleta Godoy siempre se encuentran horizontalmente parejos en lugares donde la subyacente formación Santo Domingo tiene sus estratos inclinados 90 grados (en discordancia angular). La formación Caleta Godoy fue depositada en un ambiente marino somero durante una pequeña transgresión marina, diferente a la asociada con la formación Santo Domingo. La formación es análoga a las  formaciones Licancheu y Tubul que se encuentran más al norte.
Se compone de conglomerados, areniscas, fangolitas cuarzo-micáceas y tobas arenosas. Las areniscas presentes en los acantilados costeros presentan flora fósil carbonizada, así como mantos lenticulares de carbón inmaduro y fauna fósil bien preservada, incluyendo fósiles de moluscos e icnofósiles de Ophiomorpha y Planolites.